# Bercenay-le-Hayer
Bercenay-le-Hayer ist eine französische Gemeinde mit 190 Einwohnern (Stand: 1. Januar 2022) im Département Aube in der Region Grand Est. Sie gehört zum Kanton Saint-Lyé und zum Arrondissement Nogent-sur-Seine. 
Sie ist umgeben von folgenden Nachbargemeinden:
| Trancault                       | Bourdenay                                   |                   |
| Saint-Maurice-aux-Riches-Hommes | Kompassrose, die auf Nachbargemeinden zeigt | Marcilly-le-Hayer |
| Courgenay                       | Pouy-sur-Vannes                             |                   |

## Bevölkerungsentwicklung
| Jahr                      | 1962 | 1968 | 1975 | 1982 | 1990 | 1999 | 2008 | 2016 |
| ------------------------- | ---- | ---- | ---- | ---- | ---- | ---- | ---- | ---- |
| Einwohner                 | 167  | 146  | 137  | 147  | 151  | 135  | 137  | 187  |
| Quelle: Cassini und INSEE |      |      |      |      |      |      |      |      |

## Sehenswürdigkeiten
- Dolmen Pierre Couverte, Monument historique seit 1959

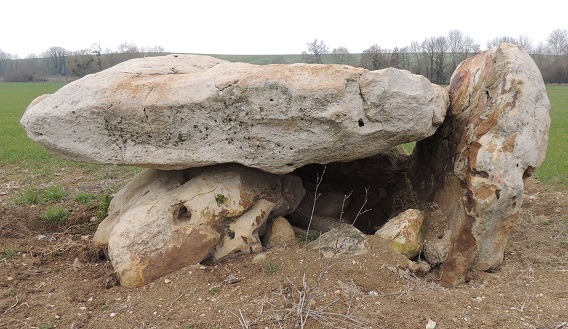
Pierre Couverte

- Pfarrkirche Nativité-de-la-Vierge